# بور-دو-پئاژ
بور-دو-پئاژ (به فرانسوی: Bourg-de-Péage) یک کمون در فرانسه است که در canton of Bourg-de-Péage واقع شده‌است.

## خصوصیات
بور-دو-پئاژ ۱۳٫۷۱ کیلومترمربع مساحت و ۱۰٬۰۷۹ نفر جمعیت دارد و ۱۳۵ متر بالاتر از سطح دریا واقع شده‌است.

## خواهرخوانده
شهرهای وربنیا، میندلهایم، شواتس، ایست گرینستید و سانت فلیو د گیکسلس خواهرخوانده‌های بور-دو-پئاژ هستند.

## نگارخانه

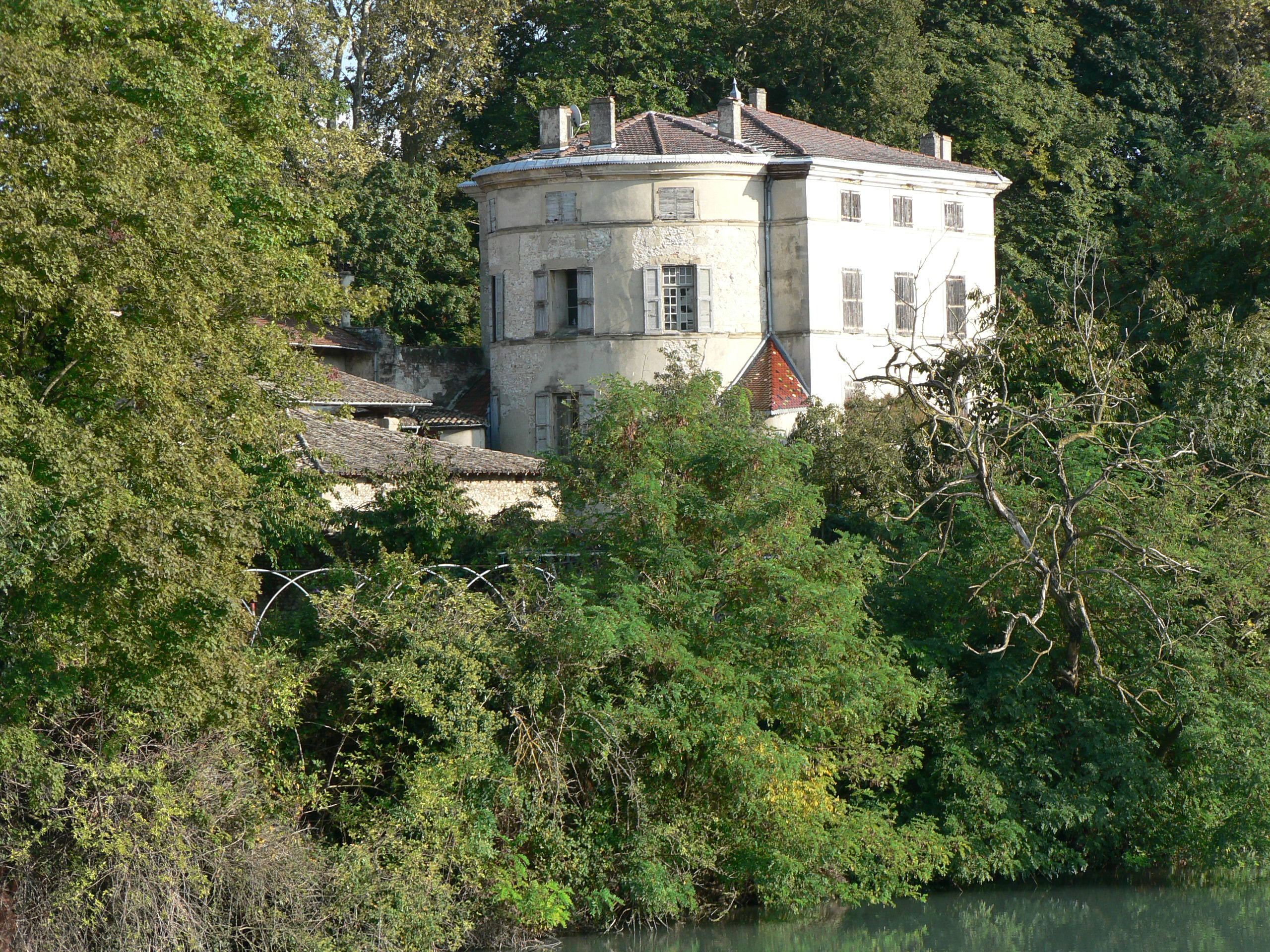
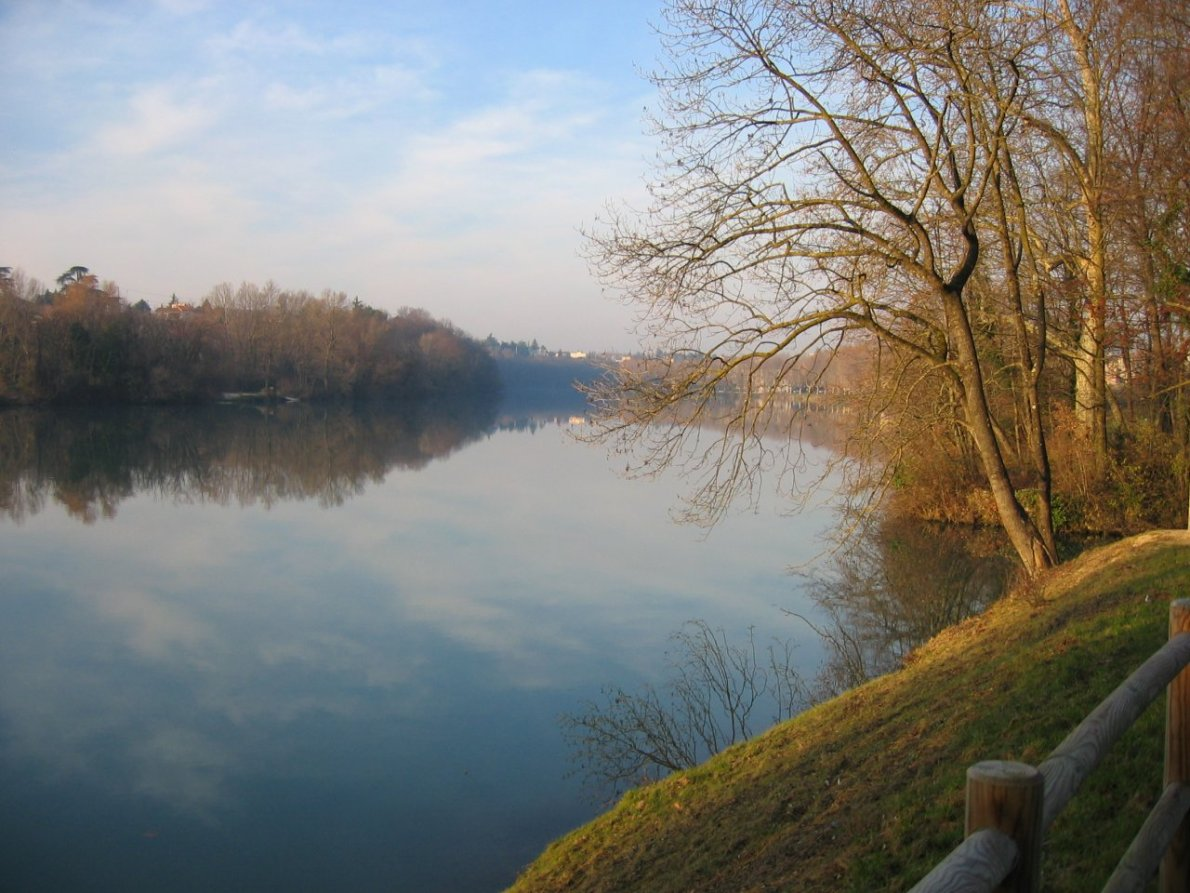